# The Jazz Singer
The Jazz Singer is een Amerikaanse muziekfilm die op 6 oktober 1927 door Warner Music werd uitgebracht, en is bijzonder omdat hij herinnerd wordt als de eerste geluidsfilm die in meerdere theaters in Amerika draaide. Dit is niet geheel waar, er bestaan oudere films met geluid, maar die werden geen enorm succes als The Jazz Singer. Al Jolson had de hoofdrol, en het was de eerste van een serie zogenaamde sprekende films met hem.

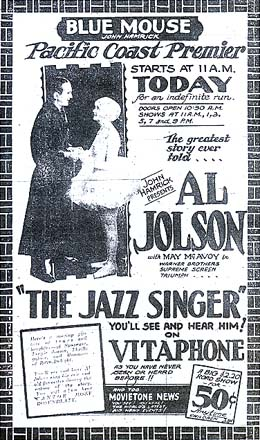
Een affiche voor The Jazz Singer

Feitelijk is er maar een paar minuten echt gezang in deze film. Jolson zingt het nummer "Mammy" twee keer, en heeft een paar regels tekst. De rest van de soundtrack van de film is muziek, en er wordt veel gewerkt met de standaard kaarten met tekst uit de stomme film, in plaats van met gesproken opnames.
De film was een grote hit, en bewees aan Hollywood dat sprekende films veel geld konden opleveren. Hij opende de deur naar de evolutie van de film met geluid, en dit was het begin van het einde van de stomme film.
Er zijn drie andere versies gemaakt van de film, in 1953 door Michael Curtiz, in 1959 in Ralph Nelson en in 1980 door Richard Fleischer, met Neil Diamond in de hoofdrol.
Het bekendste citaat uit deze film en de eerste zin die ooit in film is uitgesproken: Wait a minute, wait a minute, you ain't heard nothin' yet! Wait a minute, I tell ya! You ain't heard nothin'! You wanna hear "Toot, Toot, Tootsie"? All right, hold on, hold on....

## Rolverdeling
| Acteur             | Personage                     |
| ------------------ | ----------------------------- |
| Al Jolson          | Jakie Rabinowitz (Jack Robin) |
| Warner Oland       | Cantor Rabinowitz             |
| Eugenie Besserer   | Sara Rabinowitz               |
| May McAvoy         | Mary Dale                     |
| Otto Lederer       | Moisha Yudelson               |
| Richard Tucker     | Harry Lee                     |
| Yossele Rosenblatt | himself                       |
| Bobby Gordon       | Jakie Rabinowitz (13 jaar)    |